# 1997년 한국프로야구 신인 드래프트
1997년 한국프로야구 신인선수 지명회의는 지역 연고를 바탕으로 한 '1차 지명'과 지역 연고내의 고졸 선수를 지명하는 '고졸우선지명', 지역 연고에 상관없이 지명하는 '2차 지명'으로 이루어져 있다.

## 1차 지명
- 구단 순서는 A~Z, 가나다 순.

| 구단            | 성명   | 출신학교                        | 포지션 | 비고 |
| --------------- | ------ | ------------------------------- | ------ | ---- |
| LG 트윈스       | 이병규 | 장충고등학교 - 단국대학교       | 외야수 |      |
| OB 베어스       | 이경필 | 배명고등학교 - 한양대학교       | 투수   |      |
| 롯데 자이언츠   | 손민한 | 부산고등학교 - 고려대학교       | 투수   |      |
| 삼성 라이온즈   | 황성관 | 대구고등학교 - 영남대학교       | 외야수 |      |
| 쌍방울 레이더스 | 오상민 | 군산상업고등학교 - 성균관대학교 | 투수   |      |
| 한화 이글스     | 이성갑 | 천안북일고등학교 - 단국대학교   | 투수   |      |
| 해태 타이거즈   | 오철민 | 영흥고등학교 - 영남대학교       | 투수   |      |
| 현대 유니콘스   | 최영필 | 유신고등학교 - 경희대학교       | 투수   |      |

※서울 지역 1차 지명 우선권은 LG 트윈스에 있었음.

## 고졸우선지명
- 구단 순서는 A~Z, 가나다 순.

※이름에 가로줄이 그어진 것은 구단이 해당 선수에 대한 지명권을 포기했음을 의미함.
| 구단            | 성명   | 소속팀               | 포지션 | 비고                                                                                      |
| --------------- | ------ | -------------------- | ------ | ----------------------------------------------------------------------------------------- |
| LG 트윈스       | 김민기 | 덕수상업고등학교     | 투수   | 중앙대학교(1997학번) 진학, 2001년 입단                                                    |
| LG 트윈스       | 박만채 | 휘문고등학교         | 투수   | 건국대학교(1997학번) 진학, 2001년 입단                                                    |
| LG 트윈스       | 손지환 | 휘문고등학교         | 내야수 |                                                                                           |
| OB 베어스       | 최경훈 | 선린상업고등학교     | 투수   | 고려대학교(1997학번) 진학, 2001년 입단                                                    |
| OB 베어스       | 김성환 | 한서고등학교         | 투수   |                                                                                           |
| OB 베어스       | 김덕용 | 휘문고등학교         | 투수   | 경희대학교(1997학번) 진학, 2001년 입단                                                    |
| 롯데 자이언츠   | 정인석 | 경남고등학교         | 투수   |                                                                                           |
| 롯데 자이언츠   | 이승훈 | 마산상업고등학교     | 투수   |                                                                                           |
| 롯데 자이언츠   | 신명철 | 마산고등학교         | 내야수 | 연세대학교(1997학번) 진학, 2001년 입단                                                    |
| 삼성 라이온즈   | 설재호 | 포항제철공업고등학교 | 투수   |                                                                                           |
| 삼성 라이온즈   | 이동국 | 대구상업고등학교     | 포수   | 지명 후 계명대학교(1997학번) 진학, 지명권 포기                                            |
| 삼성 라이온즈   | 황영구 | 포항제철공업고등학교 | 포수   | 경남대학교 진학, 2001년 입단                                                              |
| 쌍방울 레이더스 | 정대현 | 군산상업고등학교     | 투수   | 경희대학교 진학, SK 와이번스 인계                                                         |
| 쌍방울 레이더스 | 이우인 | 군산상업고등학교     | 내야수 | 연세대학교 진학, SK 와이번스 인계                                                         |
| 쌍방울 레이더스 | 이정훈 | 전주고등학교         | 내야수 |                                                                                           |
| 한화 이글스     | 지승민 | 북일고등학교         | 투수   | 한양대학교(1997학번) 진학, 2001년 입단                                                    |
| 한화 이글스     | 고상천 | 대전고등학교         | 투수   | 홍익대학교(1997학번) 진학, 2001년 입단                                                    |
| 한화 이글스     | 오주상 | 공주고등학교         | 외야수 |                                                                                           |
| 해태 타이거즈   | 김병현 | 광주제일고등학교     | 투수   | 성균관대학교 진학 후 중퇴, 1999년 애리조나 다이아몬드백스 입단, 2012년 넥센 히어로즈 입단 |
| 해태 타이거즈   | 김준희 | 광주상업고등학교     | 투수   | 동국대학교 진학                                                                           |
| 해태 타이거즈   | 김원   | 광주진흥고등학교     | 외야수 | 원광대학교 진학, SK 와이번스 인계, 지명권 포기 후 2004년 같은 팀 신고선수 입단            |
| 현대 유니콘스   | 이근용 | 인천고등학교         | 투수   |                                                                                           |
| 현대 유니콘스   | 권윤민 | 동산고등학교         | 투수   | 인하대학교 진학 후 중퇴, 1999년 시카고 컵스 입단, 2007년 KIA 재지명                       |
| 현대 유니콘스   | 조승현 | 동산고등학교         | 내야수 |                                                                                           |

## 2차 지명
2차 지명 구단 순서는 1996년 리그 순위의 역순이다.
1997년 2차 지명은 리그 최하위 팀에게 우선 지명권 2장을 주었던 마지막 회의이기도 했다.
※이름에 가로줄이 그어진 것은 구단이 해당 선수에 대한 지명권을 포기했음을 의미함.
| 지명 순위 | OB                     | LG                     | 삼성                   | 롯데                   | 한화                   | 쌍방울                 | 현대                      | 해태                        |
| --------- | ---------------------- | ---------------------- | ---------------------- | ---------------------- | ---------------------- | ---------------------- | ------------------------- | --------------------------- |
| 1         | 진갑용 (고려대,포수)   | 장문석 (동아대,투수)   | 변대수 (건국대,투수)   | 임봉춘 (원광대,투수)   | 백재호 (동국대,내야)   | 이대성 (경성대,투수)   | 최만호 (단국대,외야)      | 김창희 (한양대,외야)        |
| 1         | 김영수 (인하대,투수)   | 장문석 (동아대,투수)   | 변대수 (건국대,투수)   | 임봉춘 (원광대,투수)   | 백재호 (동국대,내야)   | 이대성 (경성대,투수)   | 최만호 (단국대,외야)      | 김창희 (한양대,외야)        |
| 2         | 강규철 (경희대,내야)   | 전승남 (중앙대,투수)   | 장성국 (연세대,포수)   | 이동욱 (동아대,내야)   | 고영준 (계명대,포수)   | 정회선 (경성대,내야)   | 김일경 (경동고,내야)      | 장석희 (한양대,외야)        |
| 3         | 김도형 (인하대,외야)   | 안재만 (건국대,내야)   | 황두성 (성균관대,포수) | 이영주 (한양대,외야)   | 강대호 (계명대,외야)   | 안세준 (원광대,내야)   | 김영준 (동아대,포수)      | 한훈식 (경동고,투수)        |
| 4         | 김환조 (경남대,투수)   | 김덕환 (동국대,투수)   | 송재익 (원광대,내야)   | 김상현 (동아대,투수)   | 최웅연 (선린상고,투수) | 김재정 (단국대,내야)   | 이득수 (인하대,내야)      | 조남기 (중앙대,포수)        |
| 5         | 김도균 (단국대,외야)   | 이준용 (중앙대,내야)   | 이성수 (서울고,투수)   | 조유신 (영남대,내야)   | 김동율 (배명고,투수)   | 유환진 (원광대,포수)   | 조창훈 (한서고,투수)      | 노정근 (원광대,내야)        |
| 6         | 김원섭 (배명고,내야)   | 이동철 (서울고,투수)   | 박한이 (부산고,외야)   | 정형주 (휘문고,투수)   | 김대원 (중앙고,내야)   | 유창희 (진흥고,포수)   | 김민중 (마산고,내야)      | 김재구 (휘문고,외야)        |
| 7         | 윤태수 (청주기공,외야) | 윤인수 (중앙대,외야)   | 이병만 (경동고,내야)   | 박영호 (마산고,외야)   | 노상진 (경희대,내야)   | 이상호 (포철공고,외야) | 김진율 (경북고,외야)      | 유기중 (진흥고,투수)        |
| 8         | 강신창 (동아대,내야)   | 박진형 (경동고,외야)   | 이승헌 (선린상고,내야) | 권오현 (신일고,내야)   | 서성환 (부산상고,내야) | 이경태 (성균관대,외야) | 오창석 (서울고,포수)      | 오우진 (휘문고,내야)        |
| 9         | 박수현 (중앙대,내야)   | 임진수 (홍익대,투수)   | 박영용 (부천고,외야)   | 김장현 (신일고,투수)   | 김해님 (인하대,투수)   | 정명수 (전주고,투수)   | 김낙관 (동국대-현대,외야) | 안승훈 (경남고,외야)        |
| 10        | 이용우 (신일고,내야)   | 나경준 (동대문상,포수) | 김명주 (광주일고,투수) | 박상민 (중앙고,외야)   | 장순재 (동아대,내야)   | 한익희 (원광대,외야)   | 한상일 (성남고,외야)      | 이정훈 (경북고,내야)        |
| 11        | 장인규 (인천고,투수)   | 신창수 (성균관대,투수) | 최시훈 (경주고,외야)   | 송양관 (부천고,포수)   | 김준태 (동국대,투수)   | 이동일 (제주전문,포수) | 김동석 (배명고,내야)      | 박혁 (제주전문,외야)        |
| 12        |                        | 박성호 (영남대,내야)   | 방성준 (덕수상고,포수) | 박대혁 (덕수상고,내야) | 이동욱 (세광고,외야)   | 장순일 (연세대,내야)   | 정수성 (덕수상고,외야)    | 배수형 (제주전문-현대,투수) |